# Quetta
Quetta (Q) – przedrostek jednostek miary oznaczający mnożnik 1 000 000 000 000 000 000 000 000 000 000 = 1030 (kwintylion). Rezolucja wprowadzająca przedrostek została przyjęta na 27. posiedzeniu Generalnej Konferencji Miar w listopadzie 2022 roku.
Autorem propozycji wprowadzenia przedrostka był brytyjski metrolog, Richard Brown. Miało to posłużyć środowiskom naukowym, operującym na wielkościach nieobjętych wcześniej stosowanymi przedrostkami, w szczególności data science, oraz zagadnieniom dotyczącym pamięci cyfrowej. Ponadto, decyzja Konferencji miała zapobiec przyjmowaniu nieoficjalnych określeń wielkich liczb.
Przedrostek ułatwia podawanie danych w skali astronomicznej. Na przykład masę Jowisza można wyrazić jako około 1,9 Qg.